# Reed Creek
Reed Creek är en ort (census-designated place) i Hart County  i Georgia, USA.